# Fu-žung (Siang-si)
Fu-žung (čínsky pchin-jinem Fúróng, znaky 芙蓉) je čínské město nacházející se v okrese Jung-šun, který je částí autonomního kraje Siang-si v provincii Chu-nan. 
Fu-žung je prezentován jako starověké město a turistický cíl na severozápadě provincie Chu-nan, přibližně v polovině cesty mezi turistickými destinacemi Feng-chuang a Čang-ťia-ťie. Je známé tradiční architekturou dřevěných domů a palácových budov, čímž si zachovává styl typický pro místní národnostní menšiny Miaů a Tchuťiaů. Město je také známé svými vodopády, které se nacházejí na jeho okraji a jsou hlavní turistickou atrakcí. Výška vodopádů je více než 40 metrů.
Fu-žung byl původně známý jako Wang-cchun, ale po úspěchu filmu Hibiscus Town (čínsky Fu-žung čen) byl přejmenován. Ve Fu-žungu žijí převážně Tchuťiaové a Chanové.
Město leží na trati vysokorychlostní železnice z Čang-ťia-ťie do Chuaj-chua, která byla otevřena na konci roku 2021. 

## Galerie

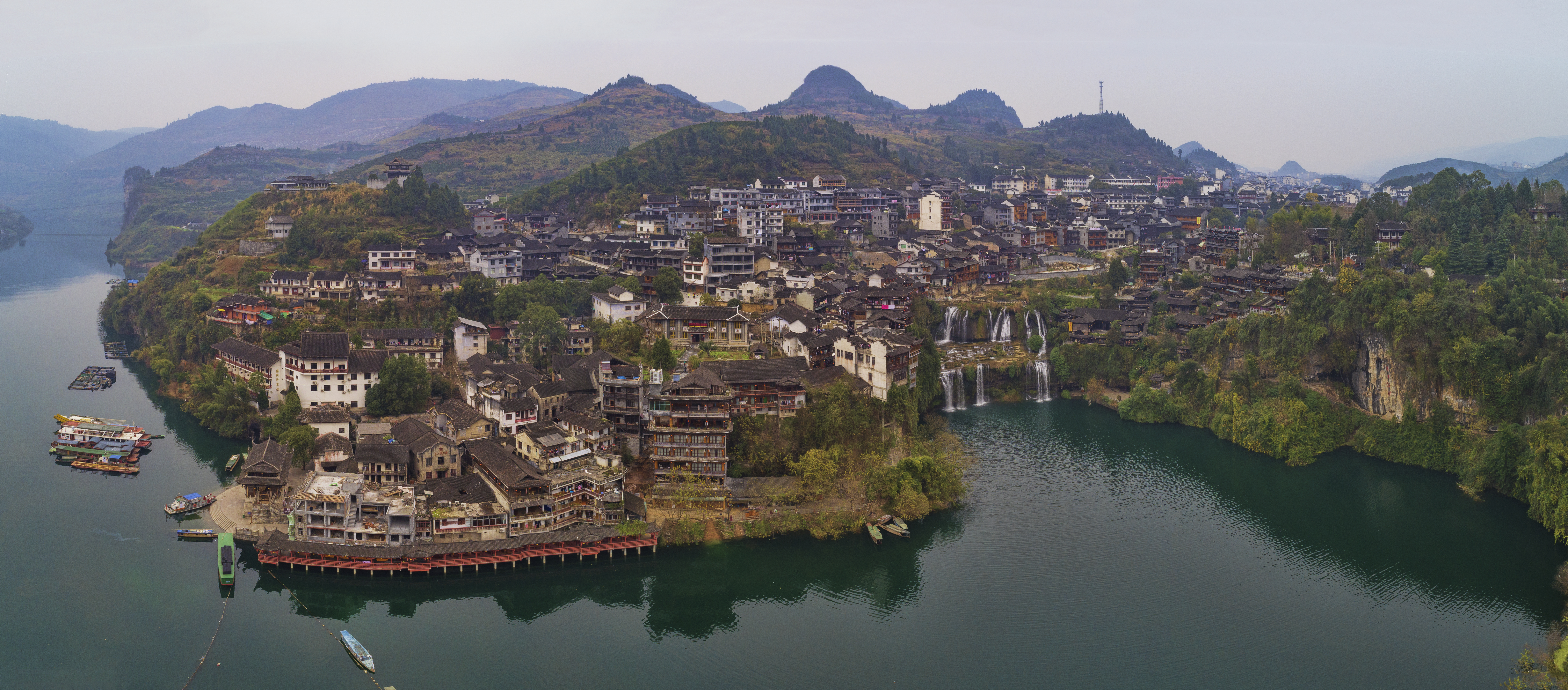
Panoramatický pohled
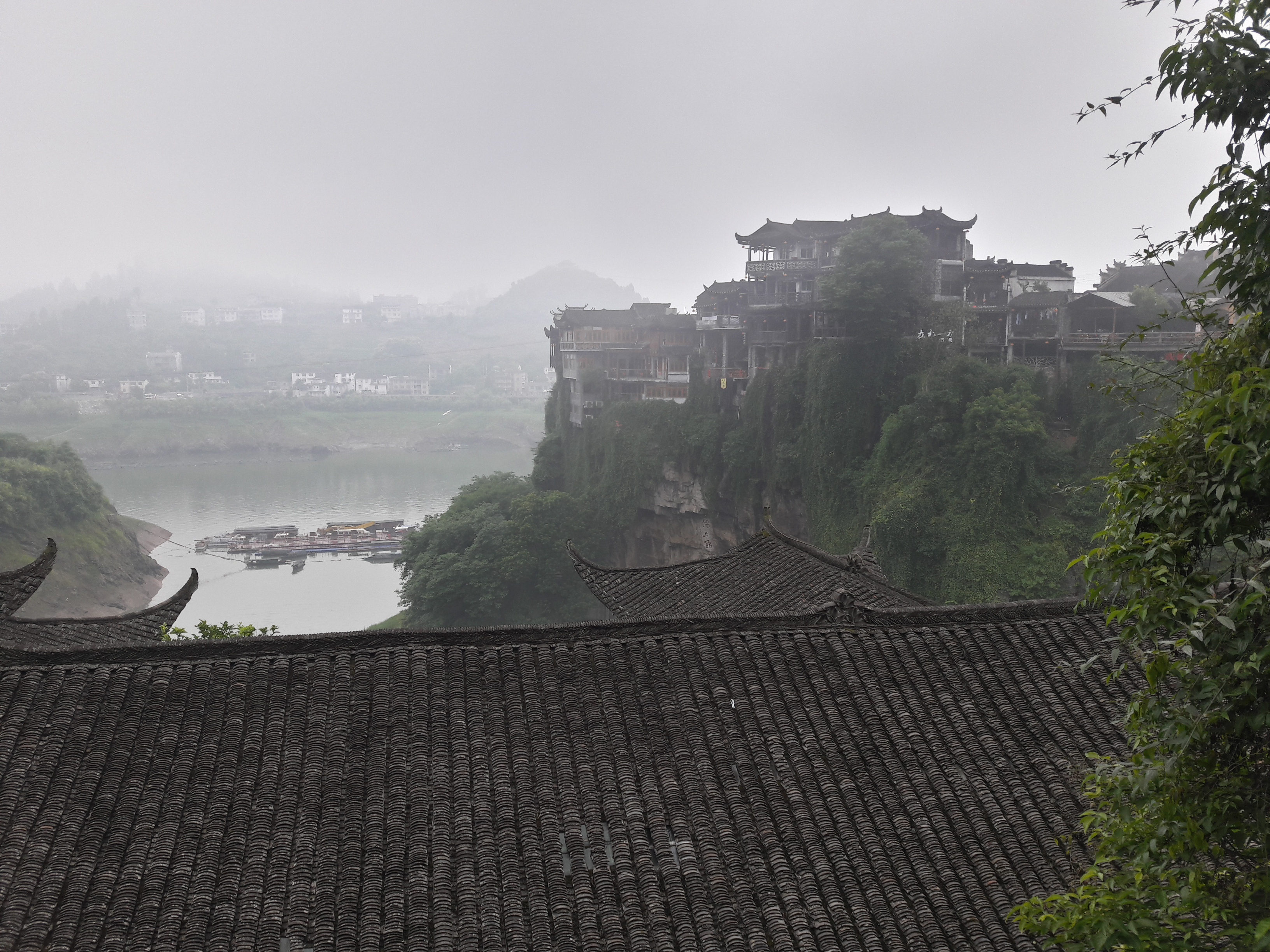
Palácová architektura Furong